# Nice Azur TV
Nice Azur TV est une chaîne de télévision locale qui était diffusée sur Nice.

## Histoire de la chaîne
L'Association Nice-TéléVision a été fondée en juillet 1984 sous l'impulsion de la Ville de Nice. Elle est aujourd'hui complètement autonome.
En plus de vingt ans d’activité, Nice Télévision s’est dotée de moyens techniques importants. L'Association est intervenu sur deux secteurs d'activité : l'Animation du canal local de la Ville de Nice et les prestations de services pour le compte des chaînes nationales.
Le 12 juin 2012, le CSA lance un appel pour la diffusion sur la TNT d'une chaîne de télévision locale dans la zone de Nice, suite de l'abandon du lancement de la chaîne Direct Azur proposé par le Groupe Bolloré. À l'issue de cet appel, trois candidatures sont déposées: TV Sud Azur par le Groupe Médias du Sud (propriétaire de trois chaînes locales), Méditerranée ainsi que Azur TV par la sas Azur TV. À la suite de leur audition, le projet d'Azur TV est sélectionné et diffuse dès le quatrième trimestre de 2013.  Nice Azur TV cesse d'émettre.

### La création de la chaîne locale niçoise
Nice-Télévision est créée en juillet 1984 sous la forme d'une association loi 1901, son siège social est alors situé au cœur de Nice, place Garibaldi. L’objectif est de réaliser et diffuser des produits audiovisuels d'intérêt régional et de participer à la production de produits susceptibles d'être diffusés sur les réseaux télévisés.  Pour la petite anecdote, la décision de créer Nice-TéléVision a largement été influencée par le tournage du colloque de littérature « Coup de Pub ou Littérature » animé par Philippe Bouvard en août 1983. Au cours du tournage, on a pu assister à la fameuse altercation entre François Chalais et Jean-Edern Hallier, une gifle devenue célèbre. Cette séquence été reprise de nombreuses fois, dans les émissions consacrées à l'histoire de la Télévision française.
L'autorisation d'émettre est accordée à Nice-TéléVision par la CNCL en 1985 et les premières émissions sont diffusées régulièrement sur le réseau niçois. La grille de programmation de la chaîne grandit parallèlement à la croissance du nombre des abonnés au câble.
Une nouvelle impulsion est donnée en 2004 au Canal Local niçois. Nice-TéléVision quitte la place Garibaldi et rejoint le site des studios Riviera, géré par le groupe Euromedia-sfp. L'association est présente sur le site du pôle de communication du Sud et de nouveaux débouchés s'offrent à elle.

## Identité visuelle

Logo de NTV Nice TéléVision de 2004 à 2009
Logo de Nice Azur TV depuis 2009

## Diffusion
La chaîne était diffusée sur le câble analogique à Nice ainsi que sur l'offre numérique de Numericable. Elle était également diffusée via l'ADSL sur La TV d'Orange, sur le bouquet TV de SFR, ainsi que depuis septembre 2010 via l'offre HDTV de DartyBox.
L'audience potentielle du Canal Local était composée de 56000 foyers câblés répartis en foyers collectifs recevant les émissions de Nice-Télévision gratuitement en service antenne et en abonnés au câble.

## Programmes

### Programmation générale
La programmation était composée d’un module local quotidien, multi-diffusé de telle sorte que chacun puisse choisir son heure d'écoute. Il s’agissait d’émissions locales où l’information de proximité et la vie pratique prédominent. La rédaction de Nice-Télévision s'attachait à traiter l’information niçoise en mettant l'accent sur la vie culturelle sportive et associative. Des rendez-vous hebdomadaires s’intéressaient également à la vie quotidienne, la vie politique, l’histoire et le patrimoine du Comté de Nice et celle des quartiers. Nice-Télévision produisait également des éditions spéciales sur les grandes manifestations telle que la retransmission en direct du Carnaval de Nice. Elle diffuse jusqu'en 2009, en outre, l’intégralité des débats d’une sélection de dossiers traités en Conseil Municipal, un excellent moyen pour les téléspectateurs niçois de participer à la vie de leur cité.
La chaîne diffusait en très grande majorité des programmes sur la région Côte d'Azur, mais proposait aussi un bulletin météo quotidien, un agenda des manifestations ou encore un agenda sportif. 
Par exemple :
- La matinale, une émission quotidienne avec des invités, des chroniqueurs permanents et animée par Nicolas Galup
- Suivez le Guide, une émission pour découvrir la Côte d'Azur comme si vous y étiez
- Reportages, un magazine de la rédaction sur l'actualité de la région

La chaine diffusait également de nombreux reportages ou magazines sur la région ou autre.

### Évolution de la grille de programmes
- 1985 : Préfigurations à l'occasion de Carnaval de Nice et du Festival du Cinéma italien, magazine mensuel d'une heure par mois intitulé "Nice Vidéo Magazine".
- 1986 : Magazine "Nice Vidéo Magazine" hebdomadaire composé de sujets d'information locale, éditions spéciales et journaux quotidiens en direct pendant la période de Carnaval.
- 1990 : Création d'un magazine supplémentaire intitulé "Déclic" de 10 à 13 minutes.
- 1991 : Création du Journal d'Information locale constituant un rendez-vous quotidien de 15 minutes avec l'information de proximité et mise en place de l'espace Infos Service constitué de pages d'infographie, véritable agenda de la vie niçoise diffusé le reste de la journée. Création de rendez-vous hebdomadaires intégrés au journal sur le sport, l'économie, la littérature, le cinéma, la culture et la détente.
- 1993 : Création de magazines hebdomadaires spécifiques en plus du journal local, avec en particulier une émission sur les traditions niçoises, un magazine interlocal et un programme d'apprentissage à l'anglais portant la durée du module local à 1 heure par jour. Parallèlement à l'augmentation de la production fraîche journalière, intensification de la multidiffusion pour permettre aux téléspectateurs de pouvoir choisir l'heure à laquelle il va regarder sa chaîne locale. Cette année verra également la mise en place d'une diffusion d'une série télévisée en "prime time", expérience qui ne sera pas reconduite du fait du caractère non local de ce type de programme.
- 1995 : suppression de l'espace Infos Services, remplacé par l'annonce exclusive des programmes de la chaîne elle-même en auto promotion. Multidiffusion du module local composé de deux heures (dont une en rediffusion) toute la journée et de façon décalée dans la semaine.
- 1997 : réduction du module local à une heure nouvelle par jour multidiffusée toutes les heures le soir même de 18h30 à 00h30 et le lendemain de 7h30 à 15h30. Cette évolution a été rendue nécessaire pour corriger un défaut d'image du canal local qui correspondait à une répétition trop importante des mêmes émissions sur la semaine rendant le programme redondant. Un partenariat avec la chaîne locale de Monaco permettra également de diffuser sur le Canal des niçois 1 heure par semaine d'infos de la Principauté.
- 2004 : Une nouvelle impulsion est donnée au Canal Local niçois avec le déménagement de son siège social de la Place Garibaldi (centre Ville) vers le site mythique des Studios de la Victorine, géré jusqu'en 2017 par le groupe Euromedia-SFP. L'Association est aujourd'hui présente sur le site de pôle de communication du Sud et de nouveaux débouchés s'offre à elle. Parallèlement de nouveaux rendez-vous sont lancés sur le canal sur l'initiative de la Direction de la Communication de la Ville de Nice qui souhaite avoir une communication globale (papier, radio, télévision, Internet). Deux émissions hebdomadaires de type talk-show sont initiées autour de la Culture et du Sport.
- 2007 : Syndication des chaînes locales français et diffusion de trois Séries TV américaines dont 24 Heures Chrono (Saison 1), M*A*S*H, The Pratice sur NTV.
- 2009 : En septembre 2009 la chaîne change de nom pour s'appeler : Nice Azur TV. La chaîne profite de son passage en numérique sur le réseau câblé et son arrivée sur l'offre ADSL du bouquet ORANGE TV pour changer de nom et sa grille. Diffusion de quelques nouvelles émissions.
- 2010 : Recentrage de la grille de diffusion sur le local avec la continuité de l'émission ON VA VOUS R'EVEILLER. Arrivée sur l'offre SFR TV à la place de la TV d'Orange.